# Minitel

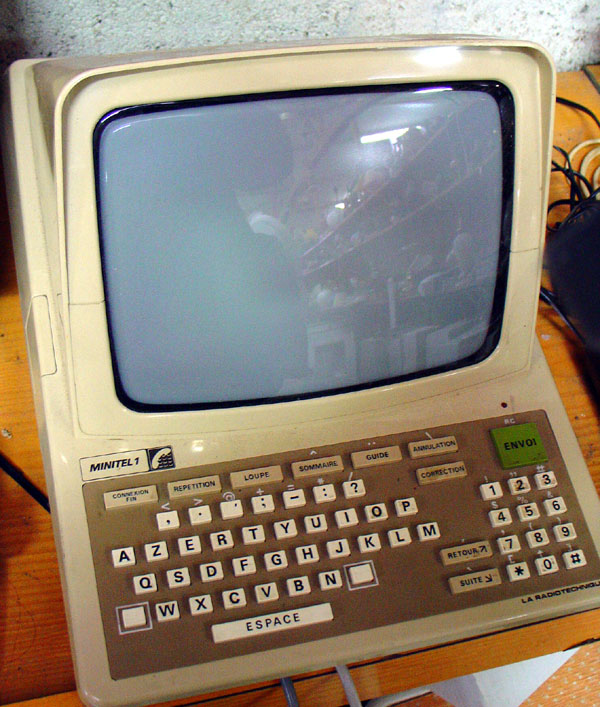
Minitel 1。1982年

Minitel是通过电话线路访问的Videotex线上服务，并被认为是万维网出现前世界上最成功的线上服务之一。
该服务于1978年在布列塔尼试验性推出，1982年在全法国推出，由PTT（报纸、电报和电话，1991年拆分自法国电信与法國郵政）提供。在该服务早期，用户就可以进行网上购物、预订火车票、查看股票价格、搜索電話簿、拥有一个电子邮箱，以及以类似现今互联网的方式进行聊天。
2009年2月，法国电信表示Minitel网络每月仍有1000万连接。2012年6月30日，法国电信将该服务退役。

## 名称
Minitel的名称是法语（数字化电话信息的交互式媒体）的缩写。

## 商业模式

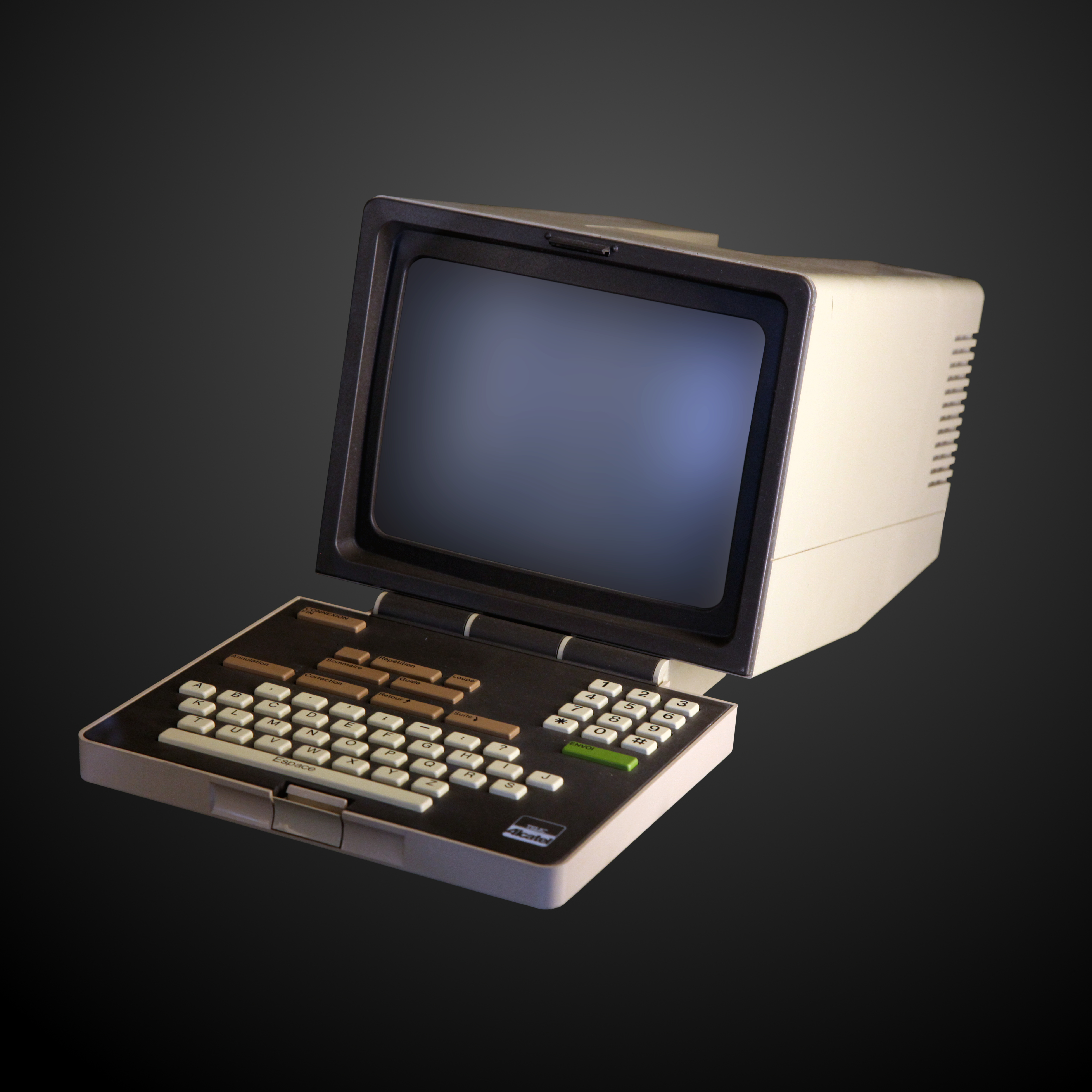
1980年阿尔卡特Minitel终端，带有非AZERTY键盘

1978年，该国的PTT服务商（法国电信）开始设计Minitel网络。通过分布的终端可以访问全国的电话簿和地址信息，希望增加该国2300万条电话线路的利用率，并减少印刷電話簿的成本和目录查询服务的人力。数百万的终端被免费租借给电话用户，这使企业和公众的普及率较高。为了换取终端，Minitel的拥有者不会获得免费的“白页”打印目录（按字母顺序排列的居民和公司名单），而只有黄页（分类的商业名单，广告性质）；在Minitel上可以免费使用白页，并且可通过比较智能的搜索引擎进行搜索，这比翻阅纸质目录快很多。
1981年5月，一项对1500个住宅电话客户的试验在伊勒-维莱讷省开始。该服务于1983年12月在首都巴黎提供。在1986年初，有140万个终端连接到Minitel，并计划到年底前再分配一百万个。为了减少报纸担心电子设备与其竞争的反对意见，他们获准在Minitel建立首个消费者服务。 解放报提供24小时的线上新闻，例如1984年夏季奥林匹克运动会（于美国洛杉矶，法国当地时间为夜间）的结果。法国电信估计，有将近900个终端-包括有网络的个人电脑（Windows、Mac OS和Linux）在1999年年底接入网络，并被2500万人使用（总人口6000万）。服务共有10,000家公司开发，1996年有近26,000个服务可用。
Minitel允许访问各种类型的服务：
- 電話簿（免费）
- 邮购零售公司
- 机票或火车票购买
- 信息服务
- 数据库
- 消息板

Minitel的发展促成了很多初创企业的成立，方式与之后的互聯網泡沫中互联网相关企业类似。同样，许多小公司因市场过分拥挤或商业实践不佳（网络零售商缺乏基础设施）陷入困境。玫瑰之信（messageries roses；由运营商主办的成人聊天服务，伪装为女性) 和其他色情网站也因为可能被未成年子女使用而遭到批评。政府选择不采取强制性措施，但声称对儿童线上活动的监管应由父母而非政府负责。但是，政府对色情线上服务征税。

### 经济
支付方式
- 用信用卡购买
- 按上网时间的电话账单；费率取决于访问的网站

法国电信对Minitel用户收取的电话费用最高为每分钟1欧元。具体费率取决于呼叫的服务；大多数服务远低于这个最大值。然后，部分金额会支付给运营Minitel服务器的公司。
1985年，法国电信从Minitel中赚得了6.2亿法郎（约合7000万美元）。2000家私营公司在全年赚得2.89亿法郎（约合3500万美元）；Libération从9月份的服务中获得了250万法郎（约合30万美元）。20世纪90年代末期，尽管互联网的使用不断增长，Minitel连接数仍稳定在每月1亿次，加1.5亿次在线目录查询。
1998年，Minitel的收入达到8.32亿欧元（11.21亿美元），其中5.11亿欧元由法国通信为服务提供商代收。
20世纪90年代末，Minitel上的销售额占法国最大邮购公司La Redoute和3 Suisses销售额的近15%。2005年，最受欢迎的Minitel应用是在线实时货运交流的Teleroute，占Minitel使用量的近8%。
1985年12月，Minitel用户超过2200万次呼叫，一年增长400%。2005年，共有3.51亿电话呼叫，接入1850万小时，创造了2.06亿欧元的收入，其中1.45亿欧元重新分配给2000家服务提供商（这些数字每年下降约30%）。法国电信仍然拥有600万个终端，这些终端被留给用户以避免回收问题。其主要用途是银行和金融服务，这从Minitel的安全特性中获益，并接入专业数据库。法国电信提到的一例统计表示，个人通过Minitel对保健卡“carte vitale”进行了1200万次更新。
2007年，收入仍超过1亿美元。
2010年，收入达3000万欧元，其中85%转给服务提供商。

### 电话簿
Minitel最受欢迎的服务是“Annuaire Electronique”；在1985年，有大约一半电话上网是接入它。它可通过电话号码11访问；1996年10月18日采用新的法语编号系统后，电话簿更改为3611。公司可以添加3行补充信息和一个“史前”网站。Minitel电话目录的广告由ODA（Office d'Annonces）出售，是现今法国塞夫尔Pages Jaunes Groupe。1991年，“Minitel网站”上的“巴黎索尼商店”已有超过100页。现今的3611 Minitel目录已被线上白页或黄页广泛取代，可以通过Pagesjaunes.fr （页面存档备份，存于）/Annuairepageblanches.org（Groupe Pages Jaunes SA）获取，英语版为Yellowpages.fr （页面存档备份，存于）/Whitepages.fr （页面存档备份，存于）（Groupe Phonebook of the World）。
2009年2月11日，法国电信和PagesJaunes宣布取消将于2009年3月终止Minitel服务的计划。其目录查阅服务每月仍有百万次以上的访问。2012年6月30日前，由于运营成本和客户因不感兴趣而减少，法国电信退役该服务。

## 技术

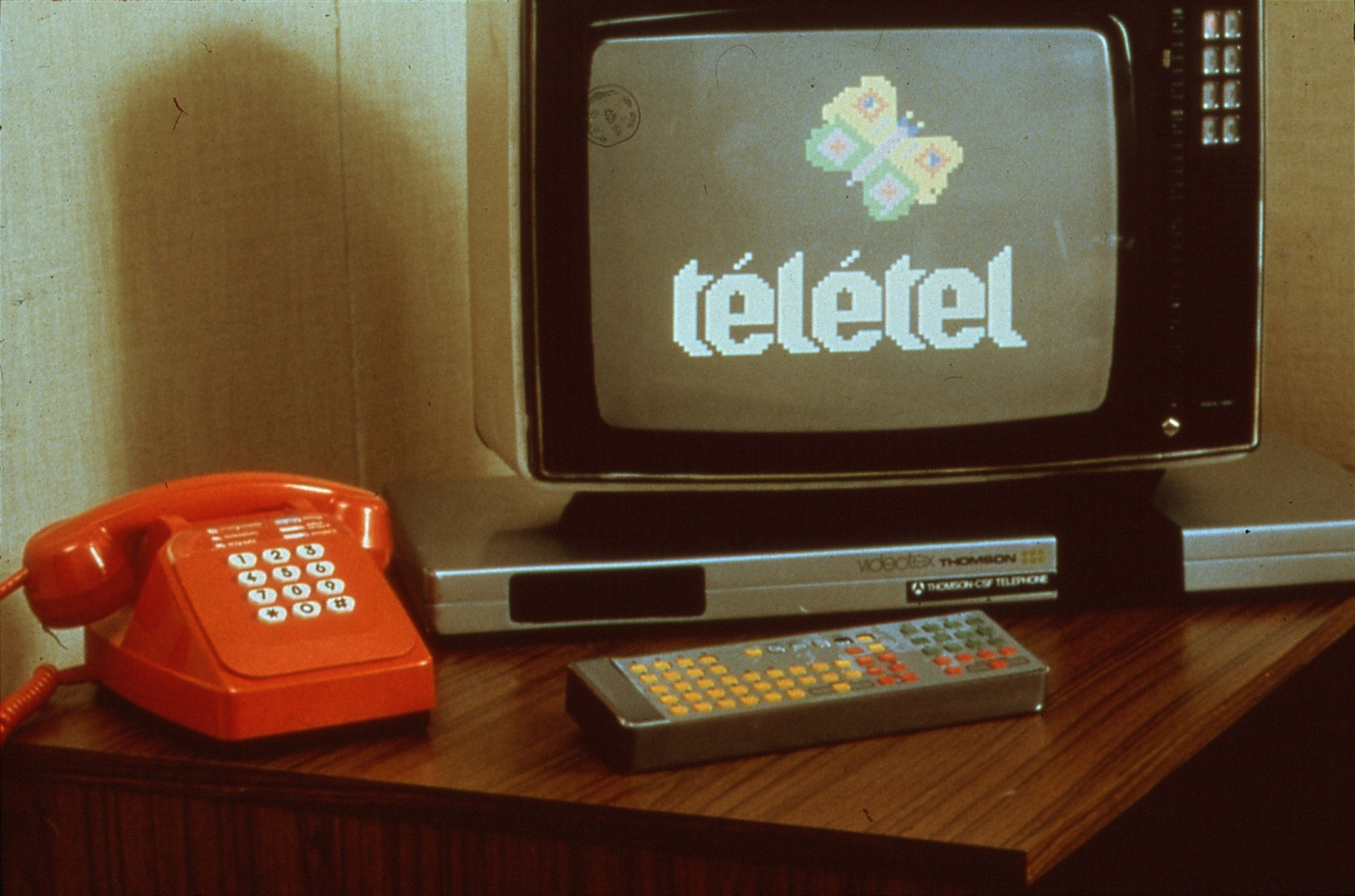
Teletel于一台Thomson Videotex终端

Minitel的使用通过一台終端来完成，它有一个基于文本的顯示器，以及键盘和调制解调器。使用一组预定义的图形字符可以显示简单图形。购买后可选配打印机。
Minitel将现有的Transpac网络用于商业用户；其受欢迎程度为现有的商业用户带来了问题。在1985年6月发生一次服务中断后，法国电信将业务与Minitel流量分离。 当连接时，Minitel集成的调制解调器通常拨打一个连接到PAVI（Point d'Accès VIdéotexte，“录像带接入点”）的特殊号码。PAVI使用Transpac向相关公司或管理机构的服务器传送信息。
在法国，最常见的拨号是“36 15”，而“36 17”被更昂贵的服务使用。Minitel服务名称通常以此号码作为前缀以便识别。
Minitel通过其调试解调器进行一路半双工非对称数据传输。它的速度为下行1200比特/秒，上行75比特/秒。这在当时是快速的下载速度。这个当时被称为“1275”的系统准确名称是V.23。此系统的开发是用于通用数据通信，但最常用于世界各地的Minitel和同等服务。
在技术上，Minitel是指该终端，而该网络被称为Teletel。
Minitel终端使用法国最常用的AZERTY鍵盤（不同于英语世界中常用的QWERTY鍵盤）

## Minitel与互联网
Minitel在一定程度上加强或阻碍了法国互联网的发展，这点广受争议。 一方面，它包括一千多项服务，其中一些服务预测了现代互联网上的常见应用。另一方面，法国政府对本地开发的Minitel的追捧可能减缓法国在互联网上的应用；在2012年，全国仍有81万个终端，而1990年代是终端数量的顶峰。